# Nessus (thần thoại)

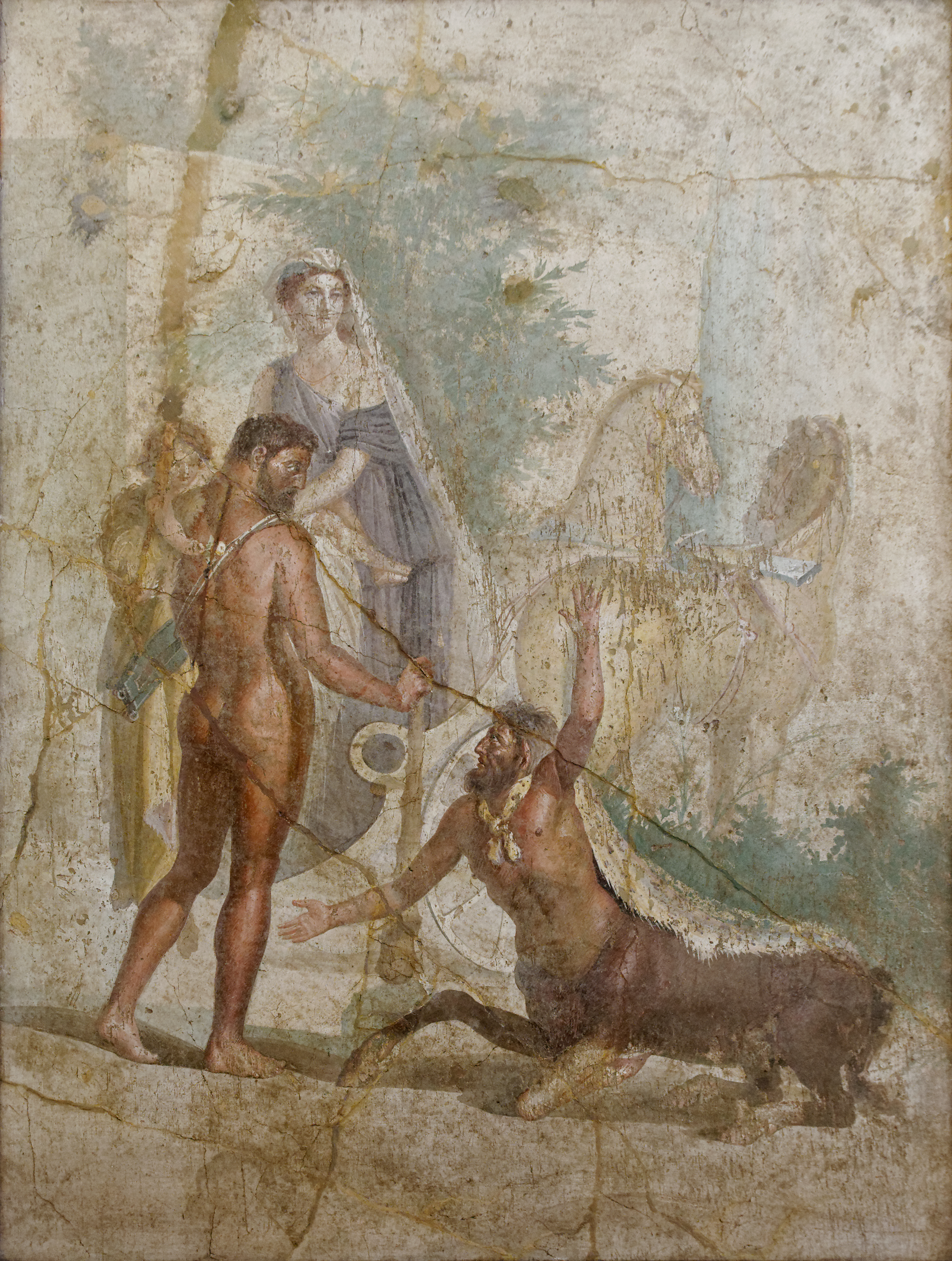
Heracles đang cõng người con trai Hyllus nhìn Nessus, kẻ đã chở Deianira đi qua sông trên lưng anh ta. Bức bích họa cổ ở Pompeii.

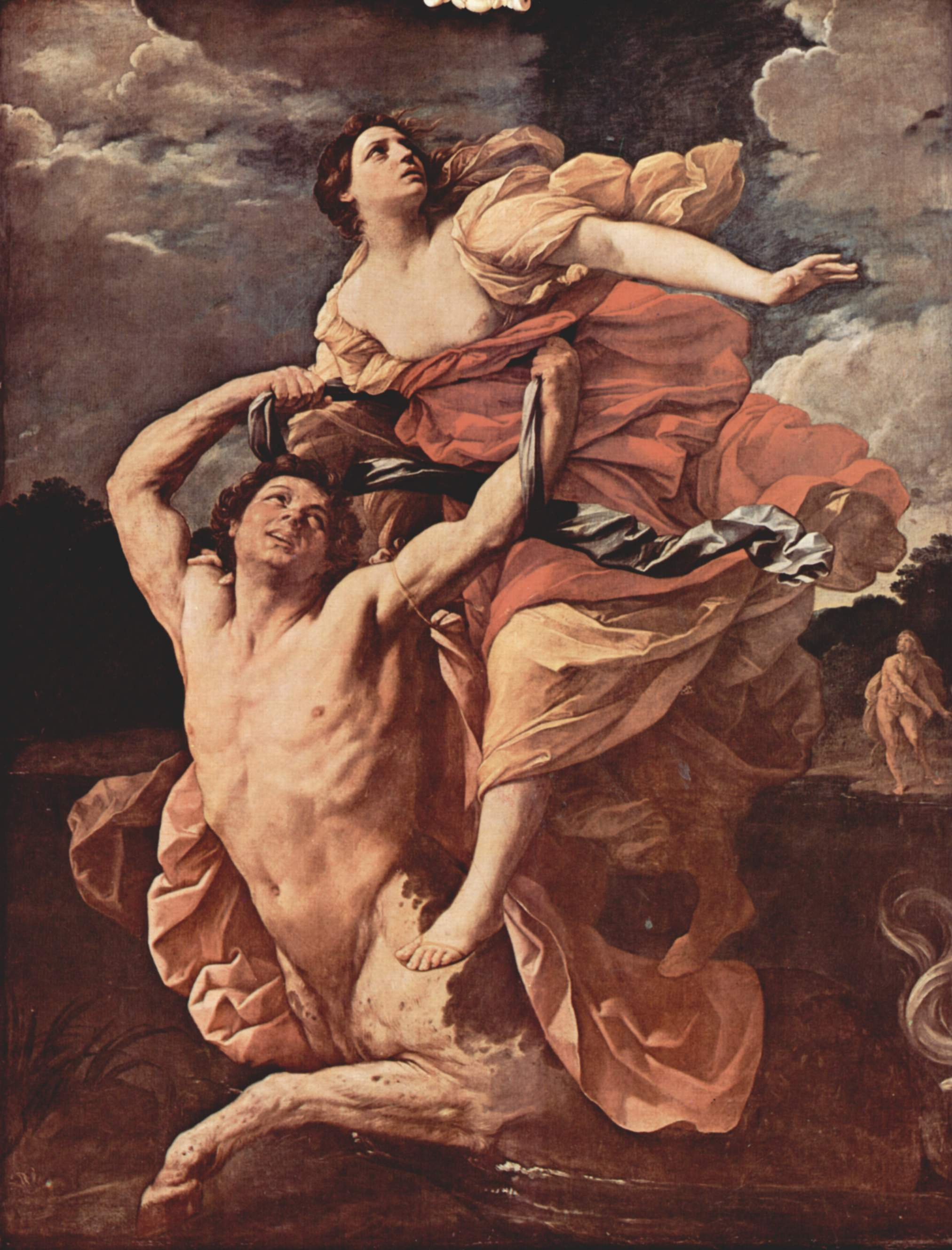
Guido Reni, Vụ bắt cóc Deianira, ra đời khoảng năm 1620–21, Bảo tàng Louvre.

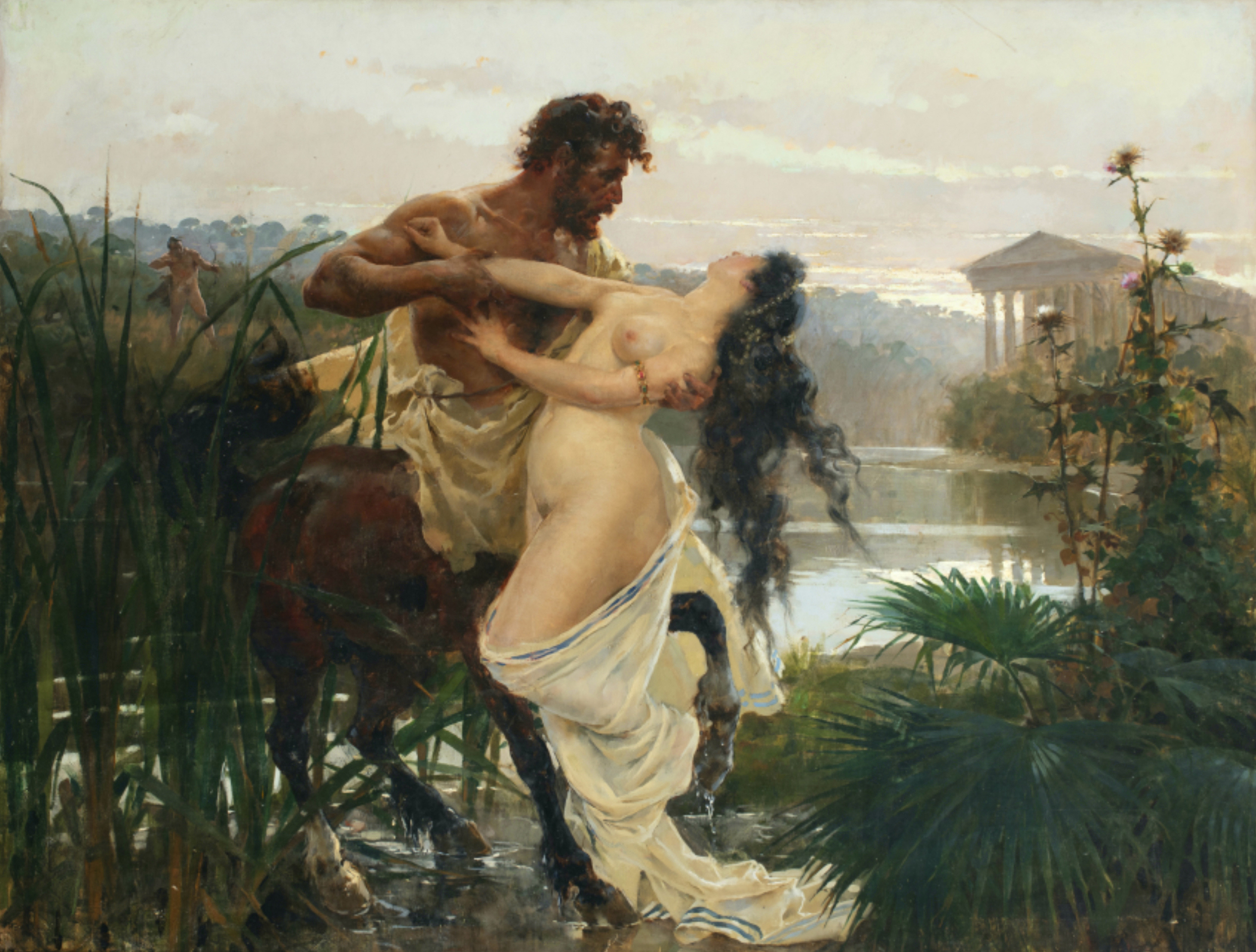
Enrique Simonet, Nessus và Deianira, 1888.

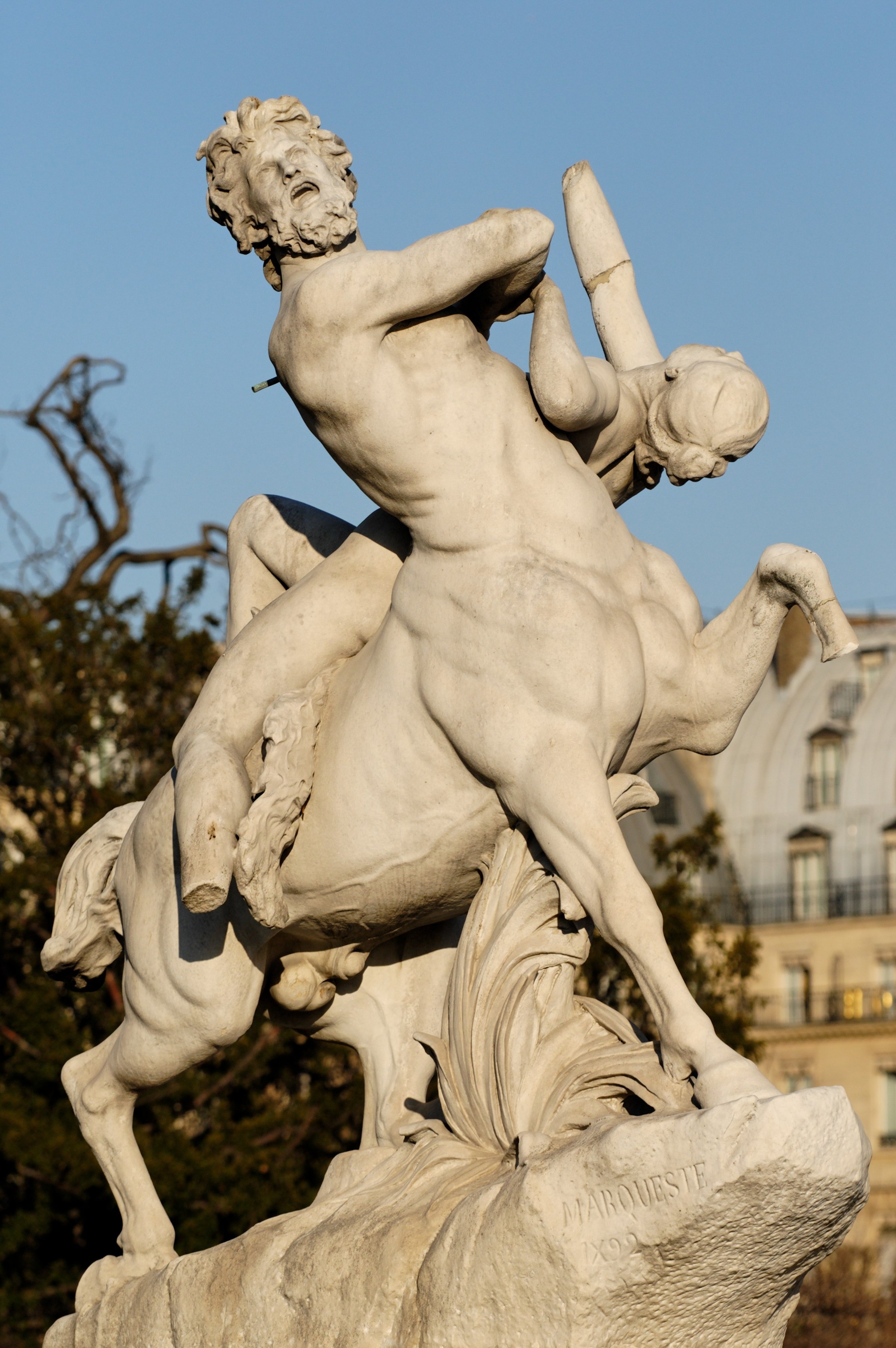
Nessus bị trúng tên khi đang chở Deianeira trên lưng mình, bức tượng của Laurent Marqueste chụp vào năm 2006.

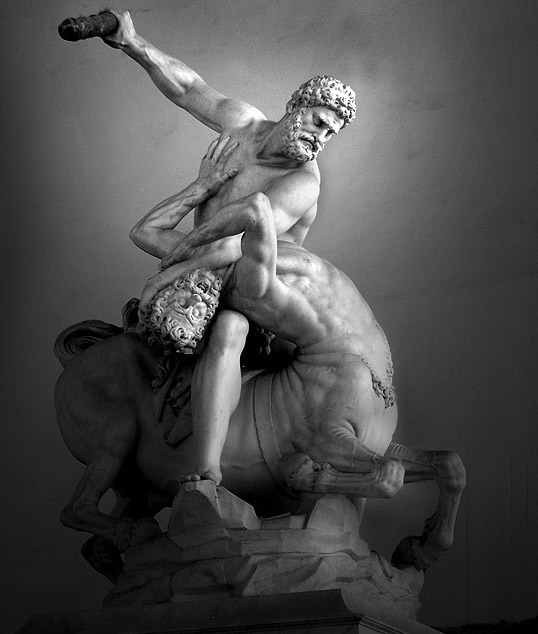
Heracles và Nessus, tranh của Giambologna, (1599), Florence.

Trong thần thoại Hy Lạp, Nessus (tiếng Hy Lạp cổ: Νέσσος, đã Latinh hoá: Nessos) là một nhân mã nổi tiếng bị Heracles giết chết, và máu độc trong cơ thể anh ta đã giết chết lại Heracles. Anh ta là con trai của Centauros. Anh ta tham chiến trong trận đánh với những người Lapith và trở thành người lái đò sông Euenos.

## Thần thoại
Nessus được biết đến trong câu chuyện Cái áo của Nessus. Sau khi chở Deianeira, vợ của người anh hùng Heracles qua sông, anh ta cố gắng cưỡng hiếp cô. Heracles thấy được khi đi qua sông và bắn một mũi tên tẩm máu độc của mãng xà Hydra vào ngực Nessus. Trong lúc hấp hối, Nessus làm một điều ác ý là nói với Deianeira rằng máu từ cơ thể anh ta sẽ giúp Heracles chung thủy với cô mãi mãi, mặc dù anh ta biết máu của mình đã bị nhiễm độc từ máu mãng xà Hydra.
Deianeira không biết gì nên tin lời của Nessus. Sau này, khi Heracles có tình cảm với Iole, Deianira bôi máu nhân mã lên chiếc áo choàng lông sư tử  rồi đưa nó cho chồng. Heracles đến dự một cuộc tụ họp của những người anh hùng. Trong khi đó, Deianeira bất cẩn làm đổ mất một phần máu nhân mã xuống sàn. Trước sự kinh hoàng của cô, nó bắt đầu bốc cháy từ ánh sáng mặt trời mọc.
Cô ingay lập tức nhận ra đó là chất độc và cho người tới đưa tin cảnh báo Heracles, nhưng đã quá muộn. Heracles nằm chết dần trong đau đớn khi ngọn lửa từ sức nóng của chất độc trên chiếc áo choàng đang thiêu rụi da anh. Anh chết đi trên giàn hỏa thiêu làm bằng cành sồi. Heracles sau đó được Zeus, cha anh đưa lên đỉnh núi Olympus và được các vị thần chào đón nồng nhiệt vì những chiến công anh hùng của anh.
Một chủ đề tương tự cũng xuất hiện trong một số dị bản nhất định của câu chuyện về Medea.
Vở kịch Trachiniae (Những người phụ nữ Trachis) chủ yếu được dựa trên câu chuyện thần thoại này.